# Clair-obscur (álbum de Françoise Hardy)
Clair-obscur é o vigésimo-terceiro álbum da cantora Françoise Hardy. A edição original foi publicada na França, em 2 de maio de 2000.

## Perspectiva do álbum
Este álbum é constituído de criações e de retomadas de canções em francês ou em inglês, em solo ou em dueto.A faixa Puisque vous partez en voyage, cantada com Jacques Dutronc e acompanhada dum videoclipe de Jean-Marie Périer, foi o principal sucesso do disco. Ligando-se à versão original de 1935, cantada por Mireille e Jean Sablon, os papéis foram invertidos e o vocabulário foi atualizado "ao gosto do dia" por Hardy e Dutronc.
Clair-obscur foi certificado com Disco de Ouro (100 000 exemplares vendidos), pelo Sindicato nacional da edição fonográfica (SNEP), em 28 de junho de 2000.
A faixa Un homme est mort é a versão francesa da canção Otro Muerto do grupo espanhol Mecano (canção que Hardy já havia adaptado anteriormente em francês em 1998, mas com letra diferente, sob o título Encore un mort).
Pelo álbum, a cantora foi nomeada aos Victoires de la musique 2001. Antes, em 7 de dezembro de 2000, ela recebera o Grand Prix de la chanson française, nos vigésimos Grand Prix Sacem.

## Faixas
1. "Puisque vous partez en voyage" (Mireille, Jean Nohain) dueto com Jacques Dutronc
2. "Tous mes souvenirs me tuent (Tears)" (Stéphane Grappelli, Django Reinhardt, F. Hardy)
3. "Celui que tu veux" (Yonis Balmayer, Olivier Ngog) dueto com Ol
4. "Clair-obscur" (Khalil Chahine, F. Hardy)
5. "Un Homme est mort" (José María Cano, F. Hardy)
6. "Duck's Blues" (Alain Lubrano, F. Hardy)
7. "I'll Be Seeing You" (Sammy Fain, Irving Kahal) dueto com Iggy Pop
8. "Tu ressembles à tous ceux qui ont eu du chagrin" (F. Hardy)
9. "La Pleine lune"  (Alain Lubrano, F. Hardy)
10. "So Sad (To Watch Good Love Go Bad)" (Don Everly) dueto com Étienne Daho
11. "La Saison des pluies" (Christophe Rose, F. Hardy)
12. "Contre vents et marées" (Eric Clapton, F. Hardy)
13. "La Vérité des choses"  (Alain Lubrano, F. Hardy)